# Сент-Ондж (Південна Дакота)
Сент-Ондж (англ. Saint Onge) — переписна місцевість (CDP) в США, в окрузі Лоуренс штату Південна Дакота. Населення — 170 осіб (2020).

## Географія
Сент-Ондж розташований за координатами 44°32′45″ пн. ш. 103°43′11″ зх. д. / 44.54583° пн. ш. 103.71972° зх. д. (44.545747, -103.719856).  За даними Бюро перепису населення США в 2010 році переписна місцевість мала площу 3,48 км², уся площа — суходіл.

## Демографія
Згідно з переписом 2010 року, у переписній місцевості мешкала 191 особа в 82 домогосподарствах у складі 57 родин. Густота населення становила 55 осіб/км².  Було 89 помешкань (26/км²).
Расовий склад населення:
| - 96,9 % — білих - 0,5 % — корінних американців |

До двох чи більше рас належало 2,1 %. Частка іспаномовних становила 1,0 % від усіх жителів.
За віковим діапазоном населення розподілялося таким чином: 20,9 % — особи молодші 18 років, 62,9 % — особи у віці 18—64 років, 16,2 % — особи у віці 65 років та старші. Медіана віку мешканця становила 46,8 року. На 100 осіб жіночої статі у переписній місцевості припадало 109,9 чоловіків;  на 100 жінок у віці від 18 років та старших — 112,7 чоловіків також старших 18 років.
Цивільне працевлаштоване населення становило 0 осіб. 